# Joan Román
Joan Ángel Román Ollè, connu aussi comme Goku Román, né le 18 mai 1993 à Reus (Catalogne, Espagne), est un footballeur espagnol qui joue au poste d'ailier gauche au Podbeskidzie Bielsko-Biała.

## Biographie
Joan Román commence sa formation de footballeur au sein de l'Espanyol de Barcelone. En 2009, il rejoint les cadets de Manchester City. Dans le club mancunien, il joue ensuite avec les juniors, puis avec l'équipe réserve.
Le 27 juin 2012, Joan Román signe un contrat de trois ans avec le FC Barcelone pour jouer en Liga Adelante (D2) avec l'équipe réserve.
En janvier 2014, il est prêté au Villarreal CF qui joue en Liga BBVA (D1). Il débute face au Real Madrid le 2 février (défaite 4 à 2).
Le 19 juillet 2014, Román inscrit le but de la victoire du FC Barcelone au Trophée Colombino contre le Recreativo de Huelva.
Le 30 juin 2015, il signe au SC Braga.
Après avoir résilié avec son contrat avec le SC Braga, lors du mercato hivernal de la saison 2017-2018, il s'engage à l'AEL Limassol.